# Tony Parker
William Anthony  "Tony" Parker (Bruges, 17. svibnja 1982.) francuski je profesionalni košarkaš. Igra na poziciji razigravača, a trenutačno je član NBA momčadi San Antonio Spursa. Izabran je u 1. krugu (28.ukupno) NBA drafta 2001. od strane istoimene momčadi. Prije dolaska u NBA igrao je dvije sezone u francuskoj ligi u klubu Paris Basket Racing.

## NBA

### San Antonio Spurs

#### Prvi NBA prsten
Prije NBA drafta 2001., Parker je pozvan u ljetni kamp San Antonio Spursa. Trener Spursa Gregg Poppovich već ga je nakon desetak minuta htio poslati kući, ali nakon konzultacija i razmišljanja odlučio je Parkeru pružiti drugu priliku. Izabran je od strane Spursa u 1. krugu (28.ukupno) NBA drafta 2001. godine. Parker je u svojoj rookie sezoni započeo 77 utakmica i u prosjeku bilježio 9.2 poena, 4.3 asistencije i 2.6 skokova za 29.4 minute po utakmici. 30. studenog 2001., Parker je u utakmici protiv Los Angeles Clippersa postao tek trećim francuskim igračem koji je zaigrao u NBA ligi. U igru Spursa unio je brži tempo i puno više napadačke igre. Predvodio je klub po broju asistencija i ukradenih lopti.
Parker je u svojoj drugoj sezoni bio startni razigravač, a u sezoni je odigrao svih 82 utakmice regularnog dijela i bilježio 15.5 poena, 5.3 asistencije i 2.6 skoka po utakmici. U doigravanju Parker nije bio često u početnoj petorci, već su ga zamijenjivali Steve Kerr i Speedy Claxton. U toj sezoni Parker je sa Spursima osvojio svoj prvi NBA prsten.

#### Drugi NBA prsten
Unatoč osvajanju naslova NBA prvaka, Parkeru nije blistala budućnost u klubu. Spursi su pokušali dovesti Jasona Kidda, ali im je pokušaj propao. Parker je shvatio svoju budućnost u klubu, pa je stoga porazgovarao s trenerom Popovichem i uspio pridobiti njegovo povjerenje da bude početni razigravač Spursa. Parker je igrao odlično u regularnom djelu sezone i postizao 14.7 poena, 5.5 asistencija i 3.2 skoka, ali Spursi su poraženi polufinalu Zapadne konferencije od Lakersa. U sezoni 2004./05. Parker je popravio svoju statistiku i postizao 16.6 poena, 6.1 asistenciju i 3.7 skokova. U doigravanju je igrao odlično, ali je NBA finalu malo je posustao i mučio se sa šutom, međutim, Spursi su ipak osvojili naslov prvaka pobijedivši Pistonse u seriji 4-3. 

#### Treći NBA prsten
U sezoni 2005./06. Parker je po prvi puta izabran na All-Star utakmicu, a sezonu je završio s rekordnih 18.9 poena. Spursi su s omjerom 63-19 lako izborili doigravanje, međutim u drugom krugu su poraženi od Dallas Mavericksa. Već iduće sezone Parker ponovno dobiva poziv na All-Star utakmicu i sa Spursima osvaja drugo mjesto u diviziji. Spursi u regularnom dijelu izborili doigravanje, te s lakoćom dolaze do finala. U finalu su igrali protiv Cavaliersa predvođeni LeBronom Jamesom. Parker zajedno s Duncanom pobjeđuje u seriji 4-0 Cavalierse, te postaje najkorisniji igrač finala. Parkeru je to i ujedno bio treći naslov u pet godina.

#### Sezona 2007./08.
Parker je ostvarivao približno iste brojke kao i protekle dvije sezone, te je odveo Spurse do trećeg mjesta u Zapadnoj konfereciji. U doigravanju po treći puta u četiri godine igrali s Phoenix Sunsima. Parker je igrao odlično i prosječno postizao 30 poena i 7 asistencija, a Spursi su bez većih problema u seriji 4-1 svladali Sunse. U sljedećem krugu Spursi u sedam utakmica prolaze New Orleans Hornetse, ali su u finalu Zapadne konferenciej poraženi od Los Angeles Lakersa. 

#### Sezona 2008./09.
Novu sezonu Spursi započinju vrlo loše (omjer 1-3), ali u četvrtoj utakmici protiv Minnesote Timberwolvesa Spursi pobjeđuju i Parker postiže učinak karijere od 55 poena. Parker je kao zamjena ponovo dobio poziv na All-Star utakmicu. Do kraja sezone Spursi zbog ozljede gube Manu Ginóbilija, ali osvajaju treće mjesto u Zapadnoj konferenciji. U prvom krugu doigravanja, bez obzira na Parkeorve odlične igre i prosjek od 28.6 poena i 4.2 skokova po utakmici, Spursi su poraženi od Dallas Mavericksa 4-1. Na kraju sezone Parker je izabran u All-NBA treću petorku.

#### Sezona 2009./10.
U prvoj predsezonskoj utakmici protiv grčkog Olympiacosa, Parker je postigao 12 poena dok je Tim Duncan, nakon povratka s rehabilitacije, postigao 10 poena i 5 skokova čime je uvelike pridonio pobijedi Spursa 107:89. U još jednoj predsezonskoj utakmici, Spursi su se susreli s Cleveland Cavaliersima, a Parker je postigao sjajnih 22 poena i 7 asistencija te je svoju momčad odveo do pobjede 105:98.

## Francuska reprezentacija
Parker je član francuske košarkaške reprezentacije. S njome je sudjelovao na Europskim prvenstvima 2001., 2003., 2005. i 2007. godine. Na Europskom prvenstvu u Srbiji i Crnoj Gori 2005. osvojio je brončanu medalju. Parker je trebao predvoditi francusku reprezentaciju na Svjetskom prvenstvu u Japanu 2006., ali je zbog loma prsta propustio natjecanje.  Na Europskom prvenstvu u Španjolskoj 2007. Franuska je poražena u četvrtfinalu natjecanja od kasnijih prvaka Rusije. Parker je tijekom natjecanja postizao 22.2 poena i 3.0 asistencije.

## Privatni život
7. srpnja 2007., Parker se je u Parizu vjenčao s Evom Longoriom, slavnom glumicom poznatijoj po ulozi Gabrielle Solis u seriji Kućanice. 

## NBA statistika

#### Regularni dio
| Godina    | Klub        | Odig. uta. | Uta. poč. | Min. | 2P%  | 3P%  | Sl. bac.% | Skok. | Asist. | Ukr. lop. | Blok. | Poena |
| --------- | ----------- | ---------- | --------- | ---- | ---- | ---- | --------- | ----- | ------ | --------- | ----- | ----- |
| 2001./02. | San Antonio | 77         | 72        | 29.4 | .419 | .323 | .675      | 2.6   | 4.3    | 1.2       | .1    | 9.2   |
| 2002./03. | San Antonio | 82         | 82        | 33.8 | .464 | .337 | .755      | 2.6   | 5.3    | .9        | .1    | 15.5  |
| 2003./04. | San Antonio | 75         | 75        | 34.4 | .447 | .312 | .702      | 3.2   | 5.5    | .8        | .1    | 14.7  |
| 2004./05. | San Antonio | 80         | 80        | 34.2 | .482 | .276 | .650      | 3.7   | 6.1    | 1.2       | .1    | 16.6  |
| 2005./06. | San Antonio | 80         | 80        | 33.9 | .548 | .306 | .707      | 3.3   | 5.8    | 1.0       | .1    | 18.9  |
| 2006./07. | San Antonio | 77         | 77        | 32.5 | .520 | .395 | .783      | 3.2   | 5.5    | 1.1       | .1    | 18.6  |
| 2007./08. | San Antonio | 69         | 68        | 33.5 | .494 | .258 | .715      | 3.2   | 6.0    | .8        | .1    | 18.8  |
| 2008./09. | San Antonio | 72         | 71        | 34.1 | .506 | .292 | .782      | 3.1   | 6.9    | .9        | .1    | 22.0  |
| Ukupno    |             | 612        | 605       | 33.2 | .490 | .313 | .726      | 3.1   | 5.6    | 1.0       | .0    | 16.7  |
| All-Star  |             | 3          | 0         | 21.3 | .538 | .000 | 1.000     | 2.0   | 6.0    | 1.0       | .0    | 10.0  |

#### Doigravanje
| Godina    | Klub        | Odig. uta. | Uta. poč. | Min. | 2P%  | 3P%  | Sl. bac.% | Skok. | Asist. | Ukr. lop. | Blok. | Poena |
| --------- | ----------- | ---------- | --------- | ---- | ---- | ---- | --------- | ----- | ------ | --------- | ----- | ----- |
| 2001./02. | San Antonio | 10         | 10        | 34.1 | .456 | .370 | .750      | 2.9   | 4.0    | .9        | .1    | 15.5  |
| 2002./03. | San Antonio | 24         | 24        | 33.9 | .403 | .268 | .713      | 2.8   | 3.5    | .9        | .1    | 14.7  |
| 2003./04. | San Antonio | 10         | 10        | 38.6 | .429 | .395 | .657      | 2.1   | 7.0    | 1.3       | .1    | 18.4  |
| 2004./05. | San Antonio | 23         | 23        | 37.3 | .454 | .188 | .632      | 2.9   | 4.3    | .7        | .1    | 17.2  |
| 2005./06. | San Antonio | 13         | 13        | 36.5 | .460 | .222 | .810      | 3.6   | 3.8    | 1.0       | .1    | 21.1  |
| 2006./07. | San Antonio | 20         | 20        | 37.6 | .480 | .333 | .679      | 3.4   | 5.8    | 1.1       | .0    | 20.8  |
| 2007./08. | San Antonio | 17         | 17        | 38.5 | .497 | .350 | .753      | 3.7   | 6.1    | .9        | .1    | 22.4  |
| 2008./09. | San Antonio | 5          | 5         | 36.2 | .546 | .214 | .710      | 4.2   | 6.8    | 1.2       | .2    | 28.6  |
| Ukupno    |             | 122        | 122       | 36.6 | .460 | .294 | .712      | 3.1   | 4.9    | 1.0       | .1    | 18.9  |

## Vanjske poveznice
- Službena stranica
- Profil na NBA.com
- Profil na Interbasket.net